# Noces de sève
Pour plus de détails, voir Fiche technique et Distribution.
Noces de sève est un film français réalisé par Philippe Arthuys et sorti en 1978.

## Fiche technique
- Titre : Noces de sève
- Réalisation : Philippe Arthuys
- Scénario : Philippe Arthuys
- Photographie : Georges Lendi
- Musique : Philippe Arthuys
- Pays :  France
- Société de production : Atelier 68
- Durée : 87 minutes
- Date de sortie : France - 1978 (présentation au festival de Thonon-les-Bains)

## Distribution
- Jean Negroni
- Pierre Tabard
- Catherine Rétoré
- Dominique Lasseur

## Sélection
- Festival international du cinéma de Thonon-les-Bains 1978[1]